# زيزفورة معنقة
زيزفورة معنقة (الاسم العلمي:Ziziphora pedicellata) هي نوع من النباتات يتبع جنس الزيزفورة من الفصيلة الشفوية.